# خوسيه باتيستا لايت دا سيلفا
خوسيه باتيستا لايت دا سيلفا (بالبرتغالية: José Batista Leite da Silva‏) هو لاعب كرة قدم برازيلي في مركز الوسط، ولد في 12 يوليو 1979 في Anguera ‏ في البرازيل. لعب مع بوتافوغو ريغاتاس ونادي أفاي لكرة القدم ونادي بارانا ونادي موجي ميريم.

## وصلات خارجية
- خوسيه باتيستا لايت دا سيلفا على موقع قاعدة بيانات كرة القدم.إي يو (الإنجليزية)
- خوسيه باتيستا لايت دا سيلفا على موقع Soccerway.com (الإنجليزية)